# لزک سرونوفسکی
لزک سرونوفسکی (انگلیسی: Leszek Swornowski؛ زادهٔ ۲۸ مارس ۱۹۵۵) ورزشکار شمشیربازی اهل لهستان است.
وی در مسابقات کشوری و بین‌المللی در مجموع برندهٔ ۱ مدال نقره شده‌است.